# 松井栄尭

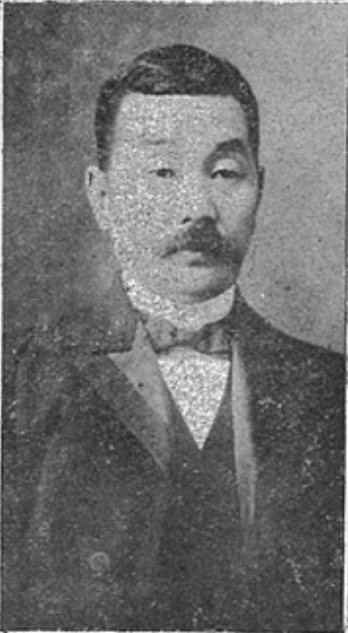
松井栄尭

松井 栄尭（まつい えいぎょう、明治5年7月12日（1872年8月15日） - 昭和10年（1935年）3月9日）は、日本の検事、台湾総督府官僚。

## 経歴
石川県出身。旧名は豊松。1899年（明治32年）、東京帝国大学法科大学英法科を卒業。函館区裁判所判事、函館地方裁判所判事、福岡地方裁判所判事を経て、台湾総督府判官となった。さらに台南地方法院検察官長、台北地方法院検察官長を歴任し、台南州知事に就任した。
1924年（大正13年）に退官した後は、公証人となった。